# Sidi Bouzineb
Sidi Bouzineb  (in arabo سيدي بوزينب‎?) è un centro abitato e comune rurale del Marocco situato nella provincia di Al-Hoseyma, regione di Tangeri-Tetouan-Al Hoceima. Conta una popolazione di 3 711 abitanti (censimento 2014).